# Marcillac, Gironde
Marcillac är en kommun i departementet Gironde i regionen Nouvelle-Aquitaine i sydvästra Frankrike. Kommunen ligger i kantonen Saint-Ciers-sur-Gironde som tillhör arrondissementet Blaye. År 2018 hade Marcillac 1 134 invånare.

## Befolkningsutveckling
Antalet invånare i kommunen Marcillac
Referens:INSEE